# 日本能率協会コンサルティング
株式会社日本能率協会コンサルティング（にほんのうりつきょうかいコンサルティング、英: JMA Consultants Inc.）は、日本の総合経営コンサルティングファーム。略称はJMAC（ジェイマック）。

## 概要
1980年（昭和55年）に日本能率協会よりコンサルティング事業部を分社・独立し、現在に至る。
「日本初の経営コンサルティング会社」を標榜し、戦時中、そして戦後黎明期から高度経済成長期を経て現在に至るまで、常に発展する日本の産業界の最前線で、経営コンサルティング業を基幹業務としてIE（インダストリアルエンジニアリング）を軸にした経営管理技術をもって日本の産業界の経営課題支援を実践。
当社の開発技術としては技術KI計画®、現場IoT7つ道具®など多数。戦略、マーケティング&セールス、R&D、生産、TPM、サプライチェーン、組織・人事、BPR、ITビジネスなど、クロスファンクショナルなコンサルティングサービスをグローバルレベルで提供している。

## 事業領域
- 経営戦略・新事業コンサルティング事業領域
- R&D・技術戦略コンサルティング事業領域
- 生産・ものづくり・品質コンサルティング事業領域
- 調達・物流・SCMコンサルティング事業領域
- マーケティング・営業コンサルティング事業領域
- 業務改革・システム化コンサルティング事業領域
- 人事制度・組織活性化コンサルティング事業領域
- SX／サステナブル経営推進
- DX／デジタル推進
- ラーニング事業領域

## 沿革
- 1942年（昭和17年）- 当時の商工大臣であった岸信介が、戦時下の国家的要請に応えるべく、日本能率連合会と日本工業協会を統合強化し、社団法人日本能率協会を創設。初代会長には伍堂卓雄が就任。
- 1945年（昭和20年）
  - 新設された日本規格協会に規格関係事業を移管。
  - 新郷重夫が入職。
- 1952年（昭和27年）- JMA創立10周年記念大会を開催。
- 1969年（昭和44年）- 設備管理関係の事業を分離。日本プラントエンジニア協会（現・公益社団法人日本プラントメンテナンス協会）を設立。
- 1970年（昭和45年）- 物流管理関係の事業を分離。日本物的流通協会（現・公益社団法人日本ロジスティクスシステム協会）を設立。
- 1980年（昭和55年）- 創立以来の基幹部門であるコンサルティング事業本部を分離して、『株式会社日本能率協会』として独立。従来のPID計画を再編し、時代に適合した物流革新のコンサルティングを実施。
- 1984年（昭和59年）- フランスにJMA Europe S.A.を設立。
- 1988年（昭和63年）
  - イタリアにJMAC Considi S.p.A.を設立。
  - 「技術部門の組織風土活性化と生産性向上」（KI診断）の診断プログラムが完成。
- 1990年（平成2年）-分社・独立10周年
  - 第1回JMAC-21（21世紀型革新企業研究）「世界の革新企業に学ぶ」を開催（2月20日）。以降、2004年まで毎年開催。
- 1992年（平成4年）- 韓国に韓国JMAC株式会社を設立。
- 1999年（平成11年）- スウェーデンにJMAC Scandinavia ABを設立。
- 2000年（平成12年）-分社・独立20周年
- 2003年（平成15年）
  - ドイツのコンサルティングファームIMIG AGとの合弁により、株式会社フューチャーマネジメント アンド イノベーションコンサルティング（FMIC）を設立。
  - 関西オフィス（大阪市）を開設
- 2005年（平成17年）- 日本プラントメンテナンス協会（JIPM）の収益事業を分離し、株式会社JIPMソリューションを設立。
- 2006年（平成18年）
  - 株式会社クロスオーバー設立。
  - 中国上海に捷劢克日能咨询有限公司（JMAC China）を設立。
- 2007年（平成19年）- 中部オフィス（名古屋市）を開設。
- 2008年（平成20年）- バンコクにJMA Consultants Thailand Co.,Ltd.を設立。
- 2010年（平成22年）-分社・独立30周年
- 2012年（平成24年）
  - フランスとイタリアの拠点を再編し、JMAC Europe S.p.A.を設立。
  - 中国・上海市に上海大邦法律事務所との合弁会社邦捷管理咨询（上海）有限公司（J-BUND）設立。
- 2013年（平成25年）- JIPMソリューションと合併し、新たに「株式会社日本能率協会コンサルティング」が誕生。JIPM-Sから継承したTPMコンサルティング・サービスを提供。
- 2017年（平成29年）- 本社を現住所（港区芝公園）に移転。
- 2018年（平成30年）-JMA創業80周年
- 2019年（平成31年/令和元年）
  - 伊STAUFEN社と事業提携。
  - 韓国での事業を再編し、JMAC Koreaとブランドライセンス契約を締結。

- 2020年（令和2年）分社・独立40周年
- 2022年（令和4年）
  - SDGs体感型カードゲーム研修「サスマネ」を開発・リリース
  - JMAHDグループであるJMAM・JMARとともに「サステナビリティ経営課題実態調査」を実施。「シン・市民主義経営」を提唱
- 2023年（令和5年）
  - JMAHDグループのJMAC・JMAR・JMAM・JMASの4社にて「第2回サステナビリティ経営課題実態調査2023」を発表
  - JMAと共同で「生産技術者の未来」実態調査を発表。生産技術部門の「あるべき役割」に対する役割発揮度を起点に実態調査を行い、現状抱える問題点と課題の把握、ソリューションに向けて提言
- 2024年（令和6年）
  - 「スマートマニュファクチャリング構築ガイドライン」を執筆（経済産業省（METI）・国立研究開発法人新エネルギー・産業技術総合開発機構（NEDO）の共同企画、執筆をJMACが担当）関連する製造業のスマート化支援のコンサルティングサービスを発表

## 国内拠点・海外法人・関連団体
- 本社 - 〒105-0011 東京都港区芝公園3-1-22　日本能率協会ビル7階
- 国内拠点
  - 中部オフィス - 〒451-6018 名古屋市西区牛島町6-1　名古屋ルーセントタワー18階
  - 関西オフィス - 〒530-0003　大阪市北区堂島2-1-31　京阪堂島ビル8F

- 海外拠点
  - JMAC Thailand
  - JMAC Korea - 当社と大韓民国国内での独占的ブランドライセンス契約を行うコンサルティング会社
  - JMAC Italy
  - JMAC China
- 関連法人
  - 株式会社クロスオーバー - ITコスト・コンサルティングとプロジェクト・マネジメント（PMO）サービス
  - JMAグループ
    - 一般社団法人日本能率協会（JMA） - マネジメントおよび技術に関する調査・研究・開発ならびに普及推進活動、人材育成活動、 産業振興活動、審査・検証活動
    - 公益社団法人日本プラントメンテナンス協会（JIPM） - 生産活動に関する技術の研究開発・普及、人材育成・資格認定、TPM賞
    - 公益社団法人企業情報化協会（JiIT） - 企業の情報化に関する調査・開発、普及推進活動
    - 株式会社JMAホールディングス（JMAHD）‐ JMAホールディングスグループ全体の統括、事業推進
    - 株式会社ジェーエムエーシステムズ（JMAS） - システムインテグレーション、ソフトウェア販売・導入、インフラ／ネットワーク構築、法人向けスマートデバイス導入・開発
    - 株式会社日本能率協会マネジメントセンター（JMAM）-人材育成支援事業、手帳事業、出版事業
    - 株式会社日本能率協会総合研究所（JMAR） - 官公庁および民間企業の調査研究事業、会員制のビジネス情報提供サービス（MDB）事業ほか
- その他関連団体
  - 公益社団法人日本ロジスティクスシステム協会（JILS） - ロジスティクス、物流教育、物流関連資格認定、コンベンション

## 関係著名人
- 伍堂卓雄

- 新郷重夫

- 岸信介

- 宮内謙

- 鈴木幸一
- 甲館明（高達明）